# Li Bun-hui
Pour les articles homonymes, voir Li.
Dans ce nom coréen , le nom de famille, Li, précède le nom personnel Bun-hui.
Li Bun-hui est une pongiste nord-coréenne née le 29 décembre 1968.

## Carrière
Elle est médaillée de bronze en simple et en doubles aux Jeux olympiques d'été de 1992. Son palmarès aux Championnats du monde de tennis de table se compose d'une médaille d'or par équipe en 1991, de deux médailles d'argent en simple en 1989 et 1991, de deux médailles d'argent par équipe en 1985 et 1993, d'une médaille de bronze par équipe en 1983, d'une médaille de bronze en double en 1987 et d'une médaille de bronze en mixte en 1991. Elle est également médaillée de bronze en double aux Jeux asiatiques de 1990.